# Astravec
Astravec (in bielorusso Астравец?; in russo Островец?, Ostrovec; in lituano Astravas; in polacco Ostrowiec) è una città della Bielorussia situata nella regione di Hrodna e capoluogo dell'omonimo distretto.
Parte del Granducato di Lituania e poi della Confederazione polacco-lituana fu acquistata dall'Impero russo nel 1795 nell'ambito della Terza spartizione della Polonia. Ricompresa nella Seconda Repubblica di Polonia dopo il trattato di Versailles fu poi annessa alla Repubblica Socialista Sovietica Bielorussa nell'ambito dell'occupazione della Polonia. Nel 2012 è stata avviata la costruzione della Centrale nucleare della Bielorussia, inaugurata nel 2021.

## Geografia fisica
La città è situata nella parte occidentale del paese a poca distanza dal confine con la Lituania sulla riva sinistra del fiume Loša, affluente dell'Ašmjanka a sua volta affluente del Neris.

## Origini del nome
Il toponimo è di origine slava e deriverebbe da un'isola fortificata sulla riva destra del fiume Loša.